# John Whitaker
John Thomas Whitaker (Birmingham, 9 aprile 1886 – Birmingham, 21 maggio 1977) è stato un ginnasta britannico.

## Palmarès

### Olimpiadi
- 1 medaglia:
  - 1 bronzo (Stoccolma 1912 nel concorso a squadre)